# João Gabalas
João Gabalas (em grego: Ἰωάννης Γαβαλᾶς; romaniz.: Ioánnis Gavalás) foi um magnata e monarca bizantino da ilha de Rodes na década de 1240. Ele perdeu o controle da ilha para os genoveses em 1248 e pediu ajuda ao seu suserano, o Império de Niceia. Tropas nicenas retomaram a ilha, mas não restauraram João e tornaram-na uma província do império.

## Biografia
Gabalas pertencia a uma antiga família aristocrata, que remontava pelo menos até o início do século X quando Ana Gabala se casou com o filho do imperador bizantino e co-governante Estêvão Lecapeno. A família teve uma importância relativamente pequena depois disso, mas produziu uma série de oficiais seniores nas administrações civil e eclesiástica nos séculos XI e XII.
O governo da família Gabalas se estabeleceu em Rodes por volta de 1203, quando a autoridade central do Império se enfraqueceu, pelas mãos do irmão mais velho de João, Leão Gabalas, ou de outro parente desconhecido. João sucedeu ao irmão após sua morte no início de 1240 e, ao contrário dele, que exercia uma autoridade quase independente chegando a firmar tratados, João era dependente do Império de Niceia. Enquanto que Leão tinha o pomposo título de "césar" e reivindicava o governo de diversas ilhas no Mar Egeu, João aparece apenas como "Senhor de Rodes".
Quase nada se sabe dele ou de seu governo, exceto que, em 1248, ele estava com o exército niceno em campanha contra o Império Latino próximo a Nicomédia, quando os genoveses repentinamente tomaram Rodes. Uma expedição nicena sob o pincerna João Cantacuzeno recuperou a ilha numa campanha que provavelmente se estendeu até 1250. Depois disso, o domínio da família Gabalas sobre a ilha foi interrompido formalmente e a ilha se tornou uma província nicena.

## Cunhagem de moedas
Os irmãos Gabalas cunharam suas próprias moedas de cobre, de valor e denominação desconhecidos. Elas eram anicônicas e continham apenas inscrições, com as de joão trazendo seu nome e título: +ΙW[ΑΝΝΗC] Ο ΓΑΒΑΛΑC ("João Gabalas) no anverso e Ο ΑVΘΕΝΤΗC ΤΗC ΡΟΔΟV ("O Senhor de Rodes") no reverso.